# Joc d'estirar la corda als Jocs Olímpics d'estiu de 1906
Als Jocs Olímpics d'Estiu de 1906 a Atenes es disputà una prova del joc d'estirar la corda. Actualment anomenats Jocs Intercalats, avui dia no són considerats oficials pel Comitè Olímpic Internacional.

## Resum de medalles
| Prova                  | Or | Argent | Bronze | Quart |
| Joc d'estirar la corda | AlemanyaCarl Kaltenbach · Josef Krämer · Heinrich Rondi · Wilhelm Dörr · Wilhelm Ritzenhoff · Julius Wagner · Heinrich Schneidereit · Wilhelm Born | GrèciaSpyros Lazaros · Antonios Tsitas · Spyros Vellas · Vasilios Psachos · Konstantinos Lazaros · Georgios Papachristou · Panagiotis Triboulidas · Georgios Psachos | Suècia Anton Gustafsson · Ture Wersäll · Erik Granfelt · Eric Lemming · Carl Svensson · Axel Norling · Oswald Holmberg · Gustaf Grönberger | Àustria Rudolf Arnold · Henri Baur · Karl Höltl · Leopold Lahner · Rudolf Lindmayer · Franz Solar · Josef Steinbach · Josef Wittmann |

## Medaller
| Posició | País     | Or | Argent | Bronze | Total |
| 1       | Alemanya | 1  | 0      | 0      | 1     |
| 2       | Grècia   | 0  | 1      | 0      | 1     |
| 3       | Suècia   | 0  | 0      | 1      | 1     |